# Youngův experiment

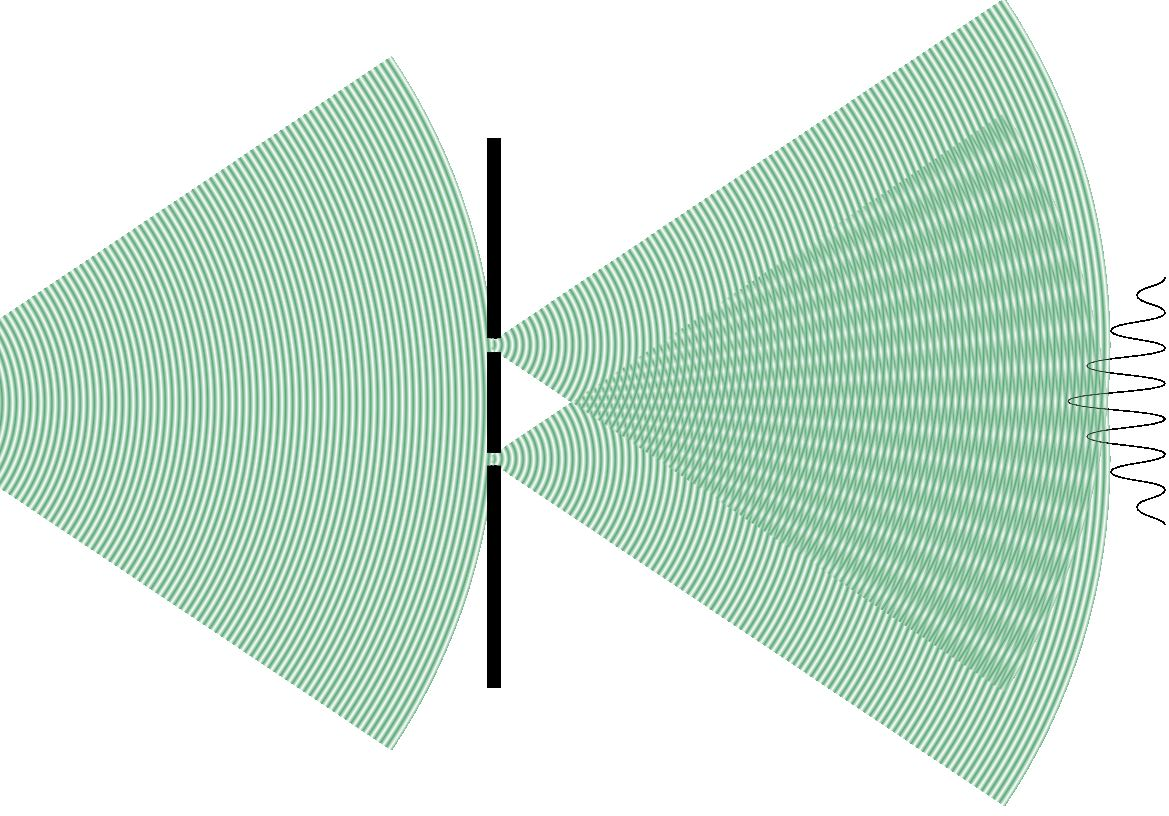
Ukázka průchodu vlnění dvojštěrbinou

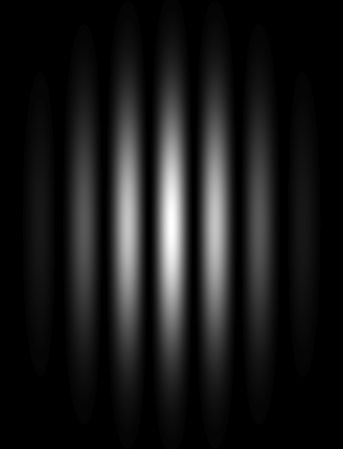
Pozorovaný interferenční obraz po průchodu paprsku dvojštěrbinou

Možné trajektorie elektronů po průchodu dvouštěrbinou podle de Broglie-Bohmovy interpretace kvantové mechaniky

Youngův experiment nebo dvojštěrbinový experiment je fyzikální pokus, při kterém světlo procházející dvěma malými otvory vytvoří interferenční obrazec. Thomas Young tímto způsobem v roce 1801 prokázal, že světlo je vlnění.
Svazek rovnoběžného monochromatického záření prochází dvojštěrbinou, dvojicí paralelních, úzkých, blízko sebe ležících otvorů v neprůhledné cloně. Vlna se při průchodu štěrbinami rozdělí na dvě vlny kmitající ve fázi, tj. jejich dráhový rozdíl je násobkem vlnových délek. Vlny spolu interferují a na stínítku umístěném za štěrbinami vytvářejí interferenční obrazec v podobě svislých rovnoběžných pruhů.
Pokud na dvojštěrbinu vysíláme jednotlivé fotony jeden za druhým, vzniká taktéž interferenční obrazec, jako by foton procházel oběma štěrbinami současně a interferoval se sebou samým. Pokud se však při experimentu zjišťuje, kterým z obou otvorů foton prošel, chová se foton jako částice a k interferenci nedojde. To je projevem zvláštních kvantových vlastností nazývaných dualita částice a vlnění.

## Podoba původního pokusu
Dle původního Youngova popisu nebyly v jeho pokusu použity dvě štěrbiny. Místo toho bylo sluneční světlo navedeno zrcadlem na malou clonu vytvořenou vpichem jehly do papíru a výsledný tenký svazek světla byl poté rozdělen napůl proužkem tvrdého papíru.